# Polisens grader vid Frankrikes statspolis
Polisens grader vid Frankrikes statspolis visar tjänstegrader och gradbeteckningar vid den franska statspolisen, Police nationale.

## Polischefer

Directeur des services actifs Biträdande rikspolischef
Inspecteur Général Polisdirektör
Contrôleur Général Biträdande polisdirektör
Commissaire divisionnaire Polismästare
Commissaire de police Polisintendent

## Poliskommissarier

Commandant de police Poliskommissarie (sektionschef)
Capitaine de police Poliskommissarie
Lieutenant de police Poliskommissarie
Lieutenant de police stagiaire Kommissarie- aspirant
Élève officier de police Studerande vid kommissarie- kursen

## Polisinspektörer och polisassistenter

Major de police Polisinspektör (gruppchef)
Brigadier-chef de police Polisinspektör
Brigadier de police Polisinspektör
Sous-brigadier de police Polisassistent
Gardien de la paix Polisassistent
Gardien de la paix stagiaire Polisaspirant